# Peckoltia brevis
Peckoltia brevis är en fiskart som först beskrevs av La Monte, 1935.  Peckoltia brevis ingår i släktet Peckoltia och familjen Loricariidae. Inga underarter finns listade i Catalogue of Life.